# Uttwiler Spätlauber
 (mars 2023).

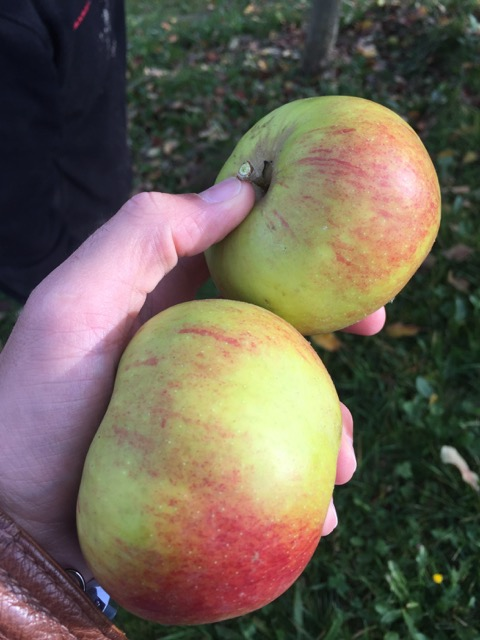
Uttwiler Spätlauber - Fruits.

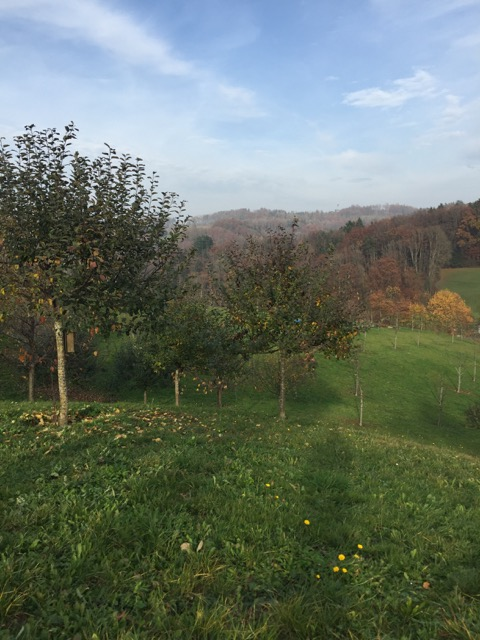
Uttwiler Spätlauber - Arbres.

L'Uttwiler Spätlauber est un cultivar de pomme originaire de Suisse, connu depuis environ 1750. Le point commun à toutes les variétés de pommes Spätlauber est qu'elles ont un départ tardif des feuilles ou une chute tardive des feuilles.
L'Uttwiler Spätlauber est une pomme cultivée (Malus domestica). On en fait du cidre ainsi qu'une pomme de cuisine dont la distribution principale se trouve en Thurgovie (Suisse). Les avis d'experts sur son ascendance varient, certains pensent que l'Uttwiler Spätlauber est issue d'un plantage fortuit de la région d'Uttwil. Certains voient un heureux hasard derrière cette variété de pomme aux vertus supérieures à la moyenne.  

## Arbre
L'Uttwiler Spätlauber demande peu d'exigences au niveau du sol et du climat. L'arbre se développe mieux sur un sol modérément humide sous un climat chaud avec des étés secs et ensoleillés. Il n'est pas rare que des fleurs se développent dès la pousse estivale.
Le fruit est généralement rond, s'aplatissant un peu plus vers le calice. La peau est lisse, brillante, verte, ne virant au vert-jaune que tardivement. Avec beaucoup de soleil, les fruits présentent une touche de rouge brunâtre. La chair est ferme et croquante, comme la Golden Delicious ou l'Idared. Il a également une aigreur douce. Il atteint sa maturité de cueillette à la mi-octobre et peut se conserver jusqu'à un an. La peau devient alors brun-noir. Elle est considérée comme une pomme acide tout-usage ménager mais à également d'autres vertus.
Uttwiler Spätlauber est une variété de pomme rare aujourd'hui. Elle a été intégrée dans le Plan d'action national suisse pour la conservation des ressources phytogénétiques dans l'alimentation et l'agriculture (PAN-PGREL).

## Utilisation dans l'industrie cosmétique
Cette variété de pomme intéresse les entreprises cosmétiques, car les cellules souches végétales de l'Uttwiler Spätlauber sont puissantes, et leur extrait est aujourd'hui utilisées dans de nombreux soins cosmétiques anti-rides et anti-âge.
Michelle Obama a exprimé dans les médias utiliser un serum à base ce cette pomme suisse pour des soins anti-âge.